# برايان كارول
برايان كارول (بالإنجليزية: Brian Carroll)‏ هو لاعب كرة قدم أسترالية أسترالي، ولد في 25 مارس 1941.

## وصلات خارجية
- برايان كارول على موقع AustralianFootball.com (الإنجليزية)
- برايان كارول على موقع AFLtables.com (الإنجليزية)